# Play (futbol amerykański)
Play, gra – pojęcie w futbolu amerykańskim określające skoordynowany plan działań drużyny, którego zawodnicy trzymają się podczas próby.
Słowem gra określa się też samo wykonanie zamierzonej taktyki.